# Eumenes von Alexandria
Eumenes (auch Emenaios oder Eumenis; † 141) war von 131 bis zu seinem Tod Bischof von Alexandria. Dem Bericht des Eusebius von Caesarea zufolge konnte er sein Amt erst nach einer Vakanz von „einem Jahr und einigen Monaten“ als Nachfolger des Justus antreten. Seine Amtszeit fällt in die Regierung der Kaiser Hadrian und Antoninus Pius. Marcus II. wurde sein Nachfolger.